# Spangleriella vittata
Spangleriella vittata är en skalbaggsart som beskrevs av Wittmer 1988. Spangleriella vittata ingår i släktet Spangleriella och familjen Phengodidae. Inga underarter finns listade i Catalogue of Life.